# Analemma

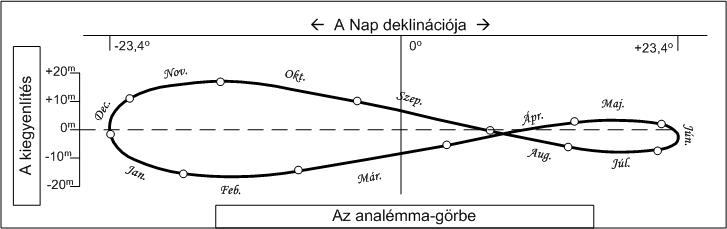
Az időegyenlet grafikonja. A nyári és a téli napfordulók az analemma tetején és alján helyezkednek el

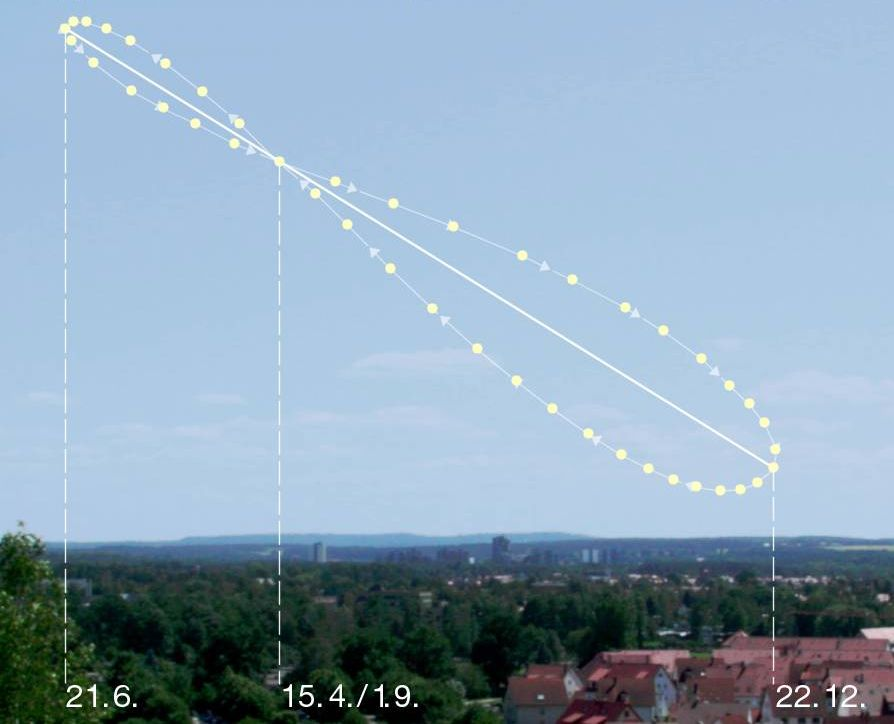
Az analemma-görbe pontjait adják a delelő Nap egybe másolt képei.

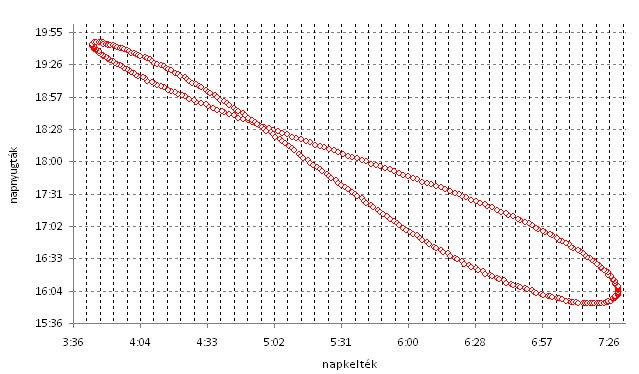
A napkelték és napnyugták időpontjai a derékszögű koordináta-rendszerben

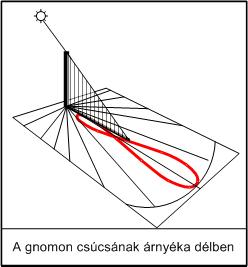

Az analemma egy szférikus csillagászatban, illetve csillagászati időmeghatározásban használatos grafikon. Az analemma – helyesebben analémma – görög szó (αναλημμα), mely kiegyenlítést, javítást, helyesbítést jelent.
Az időmérés alapjául szolgáló középnap és a valódi nap mozgása eltér. E különbség az ún. időegyenlet, melyet a napórán leolvasott helyi időhöz hozzáadva megkapjuk a helyi középidőt. Különös fontossággal bírt a műholdak alkalmazása előtti navigációnál.
Az időegyenlet egyik grafikus ábrázolása az analemma-görbe. Ez a görbe elnyújtott nyolcas alakú.
Kísérlettel jó közelítésben megrajzolható, ha a napóra (gnómon) csúcsának vetületét helyi idő (nem zónaidő!) szerint minden délben megjelöljük. Egy másik módszer a déli Nap lefényképezése rögzített kamerával majd a képek egymásra másolása. Derékszögű koordináta-rendszerben a napfelkelte és a napnyugta adott napi időpontja szintén ezt a görbét jelöli ki.

## Megjelenése a popkultúrában
- A Számkivetett (2000) című filmben a főhős egy barlang falára rajzolt analemmával követi a Nap járását és állapítja meg az aktuális hónapot.